# Блажова
Блажова (пољ. Błażowa) град је у Пољској у Подкарпатском војводству у жешовском повјату. У граду живи 2,1 хиљада становника. Блажова је такође и седиште истоимене општине површине 112,7 km² у којој живи 10 638 људи. Регистарске таблице у Блажови су RZE.

## Демографија
| 2021. |
| ----- |
| 2.149 |